# Draken (biograf, Stockholm)

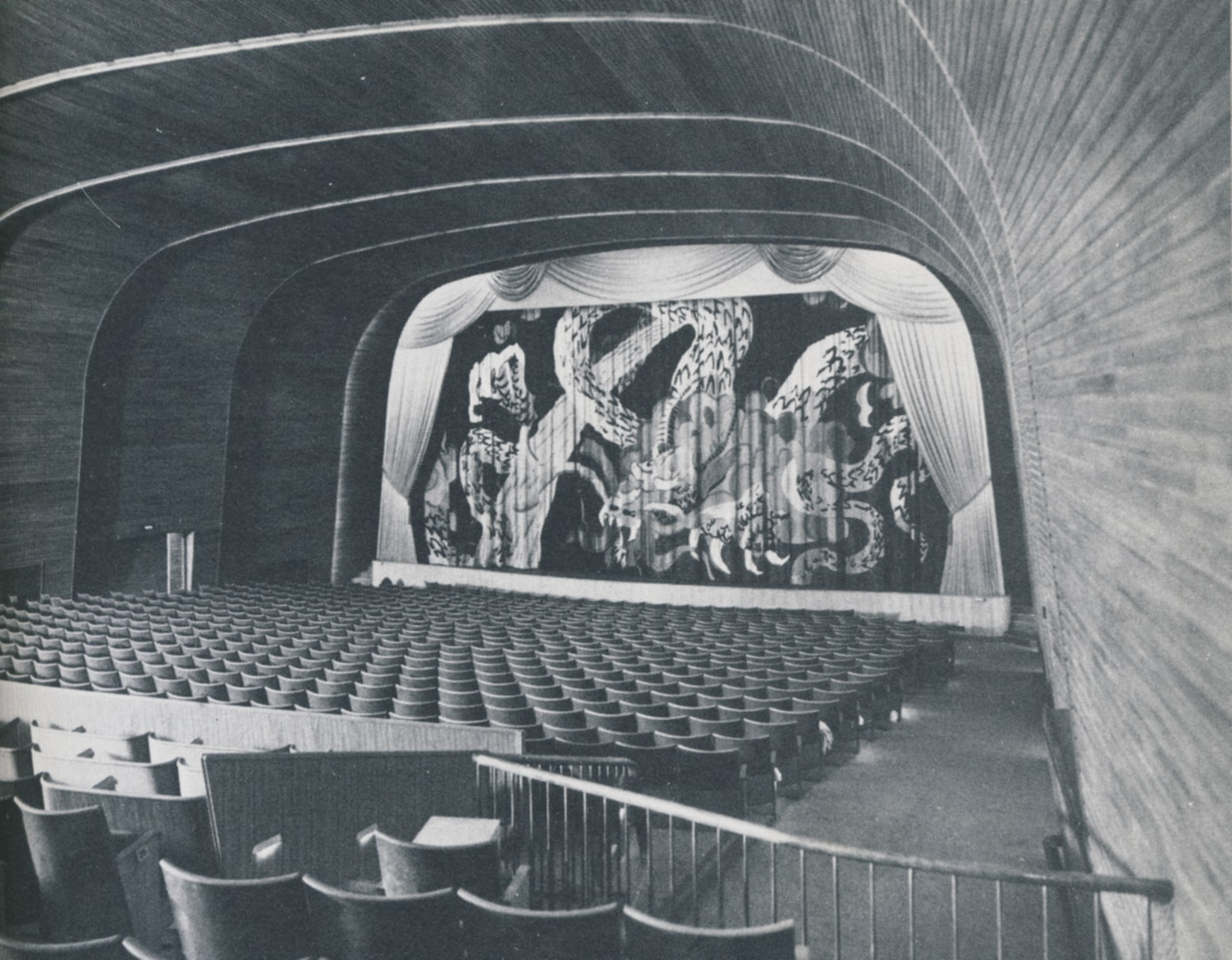
Biograf Drakens salong på 1930-talet.

Draken är en före detta biograf vid Fridhemsplan på Kungsholmen i stadsdelen Marieberg i Stockholm. Den tidigare biograflokalen ligger vid Fridhemsplan 25-27. Biografverksamheten började den 27 september 1938 och slutade den 2 maj 1996. 

## Beskrivning

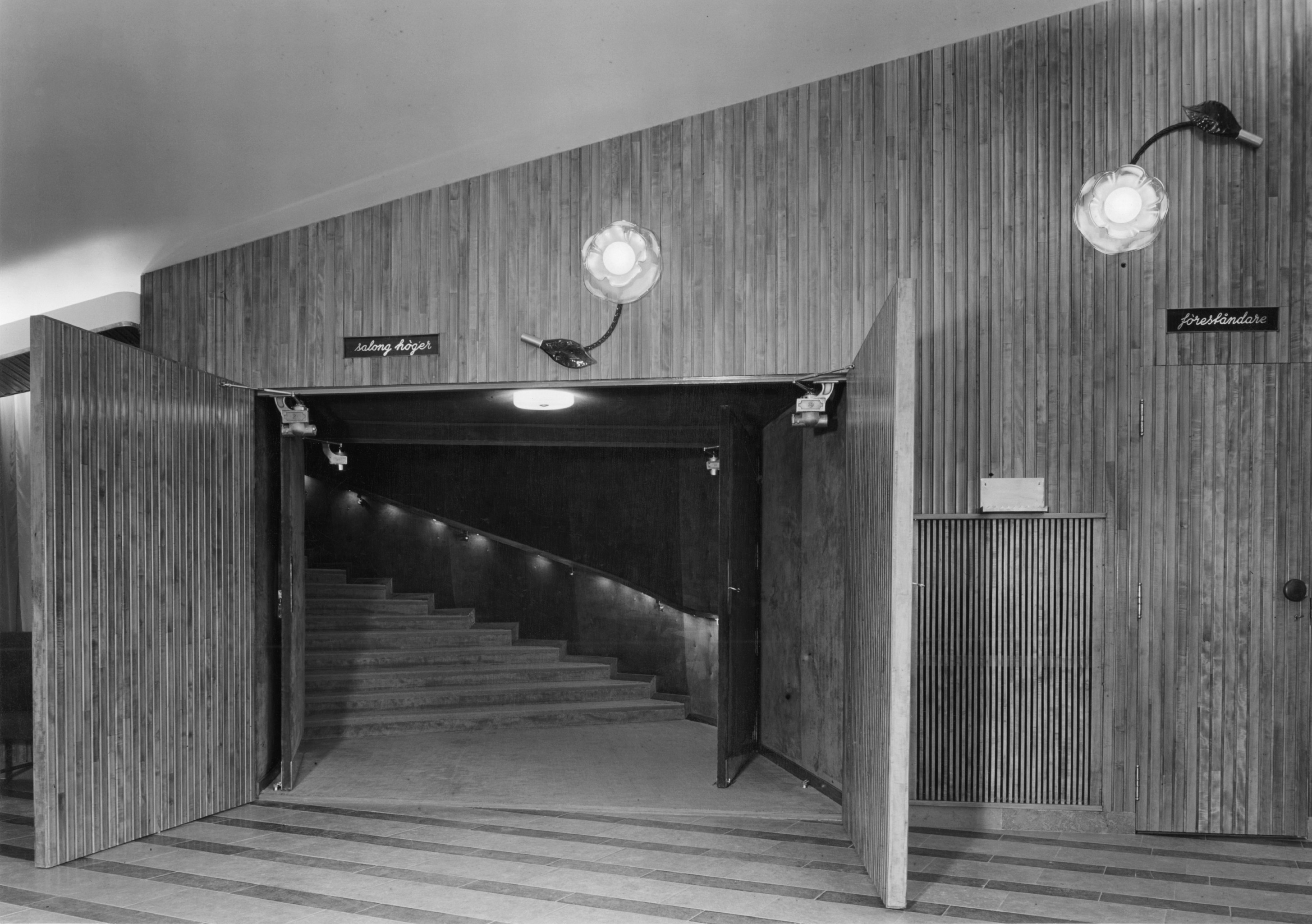
Biograf Drakens foajé 1938.

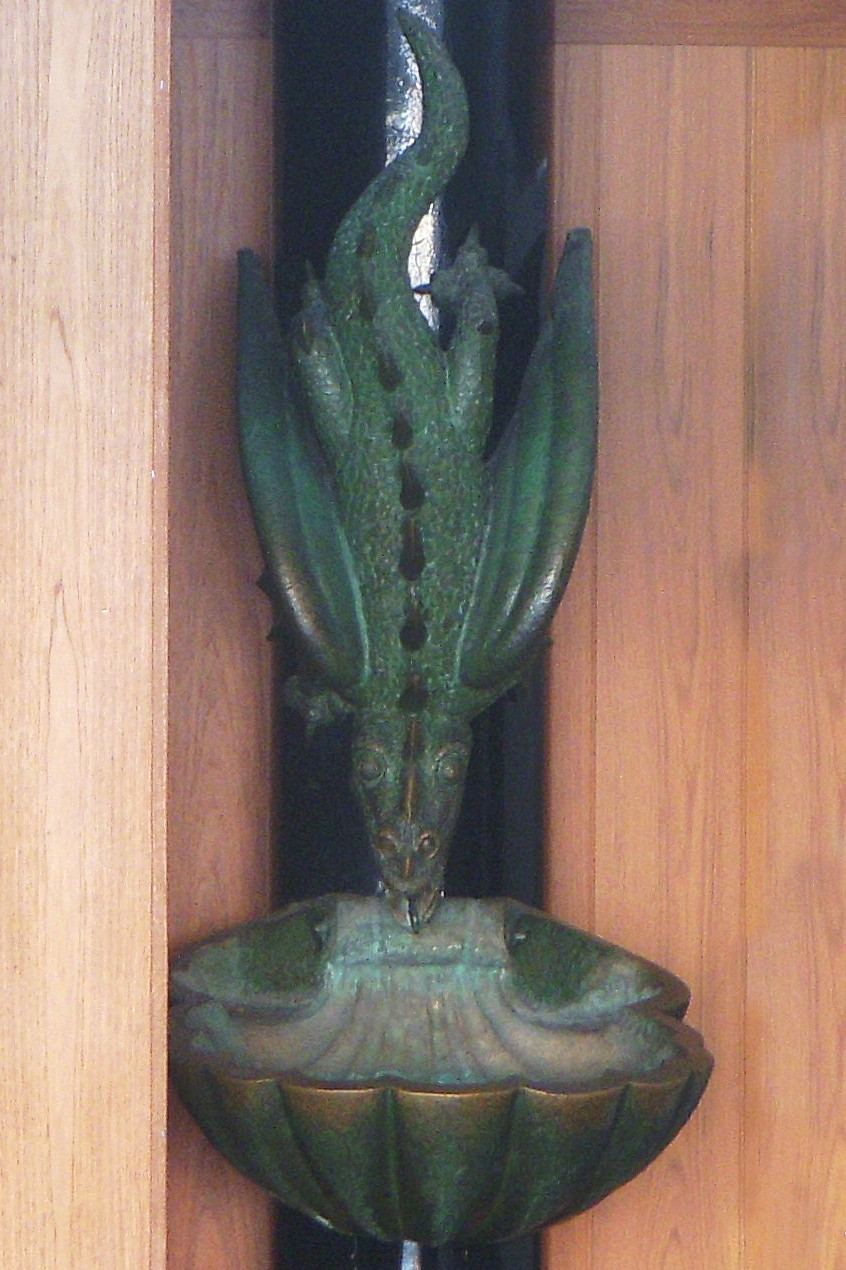
Drakenfontänen 2010.

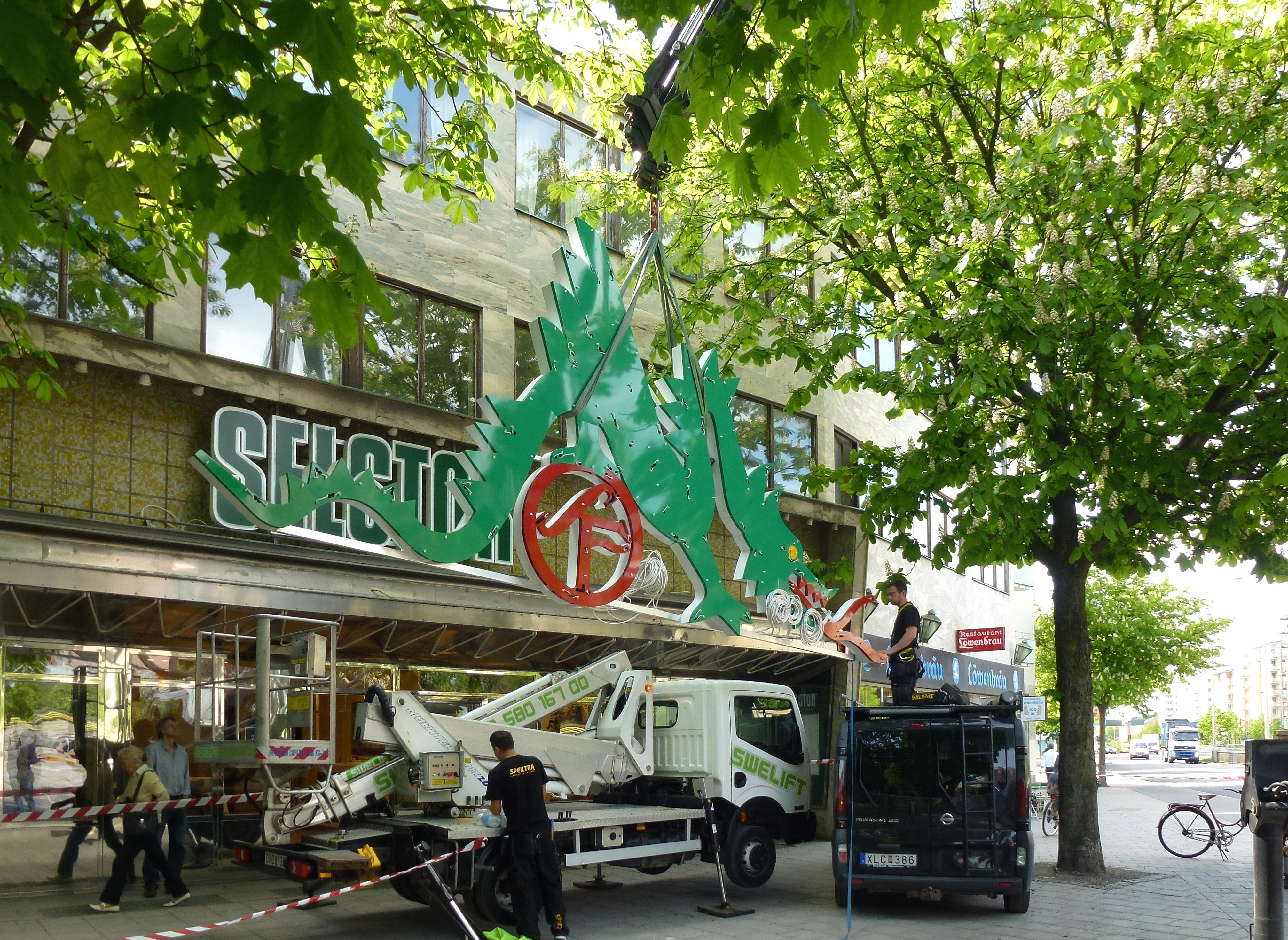
Nya Draken-skylten monteras i maj 2012.

Draken var vid invigning ett av Stockholms största filmpalats med 1125 platser. Arkitekten för byggnaden var Ernst Grönwall. Byggmästare var Nils Nessen. Filmteatern saknade läktare och det välvda taket var klätt med rödbokspanel. Ridån hade drakmotiv i 135 färgnyanser formgiven av Isaac Grünewald. Biografen renoverades flera gånger varvid platserna minskades efterhand ner till 1038. Biografen lades ner 2 maj 1996, den var då den sista biografen på Kungsholmen. 
Den karaktäristiska Draken-skylten med en neonskylt visande en grön drake med rörlig röd eldstunga, ritad av konstnären Rudolf Persson och konstruerad av Ruben Morne, finns kvar på byggnaden idag och kommer förbli kvar oavsett vilken verksamhet som kommer bedrivas i lokalen. Drakens formgivning hade inspireras av den drake som Isaac Grünewald applicerade på biografens ridå. Den är ett tidigt exempel på rörlig neon. Med jämna mellanrum söker drakens tunga kontakt med det röda neonröret som löper längs taklisten.
Foajén har förändrats genom åren. Ursprungligen var taket tapetserat med ett filmaffischmontage. På väggarna fanns intarsiabilder. I december 2010 fanns fortfarande dricksvattenfontänen med sin drakskulptur i brons, utförd av konstnären Gösta Fredberg. Det eleganta, randiga stengolvet ligger kvar intakt med SF:s röda matta på, biljettkassan är övergiven och skylten nertagen.

## Efter stängningen
Drakenlokalen har använts för olika kortvariga ändamål efter stängningen av biografen. Bland annat har lokalen använts för religiösa sammankomster och som festlokal. Under långa tider har dock lokalen stått oanvänd. Den 4 augusti 2000 beslutade Länsstyrelsen att Draken inte skall byggnadsminnesförklaras delvis på grund av att ridån och stolarna inte finns kvar samt att biografverksamheten lagts ner. 2010 såldes byggnaden till fastighetsbolaget Selstor som byggde om lokalen till förrådsutrymmen för hyrlager.
Ombyggnaden innebar bland annat att biografsalongen blev förråd/lager och foajén konverterades till butikslokaler. Ett nytt bjälklag på pelarstomme byggdes i salongen och ett hisschakt placerades mellan befintliga valvbågar och bryter igenom taket. Foajén delas upp i nya rum med nya mellanväggar. Den kända neonskylten med draken skall vara kvar. Stockholms stadsmuseum ansåg att den föreslagna användningen till lager/förråd är olämplig och inte förenlig med byggnadens kulturhistoriska värden.
Idag (2012) påminner bara Draken-skylten om den tidigare biografen. Skylten renoverades (vilket innebar att en helt ny skylt tillverkades) och återmonterades på taket i maj 2012.

## Bilder

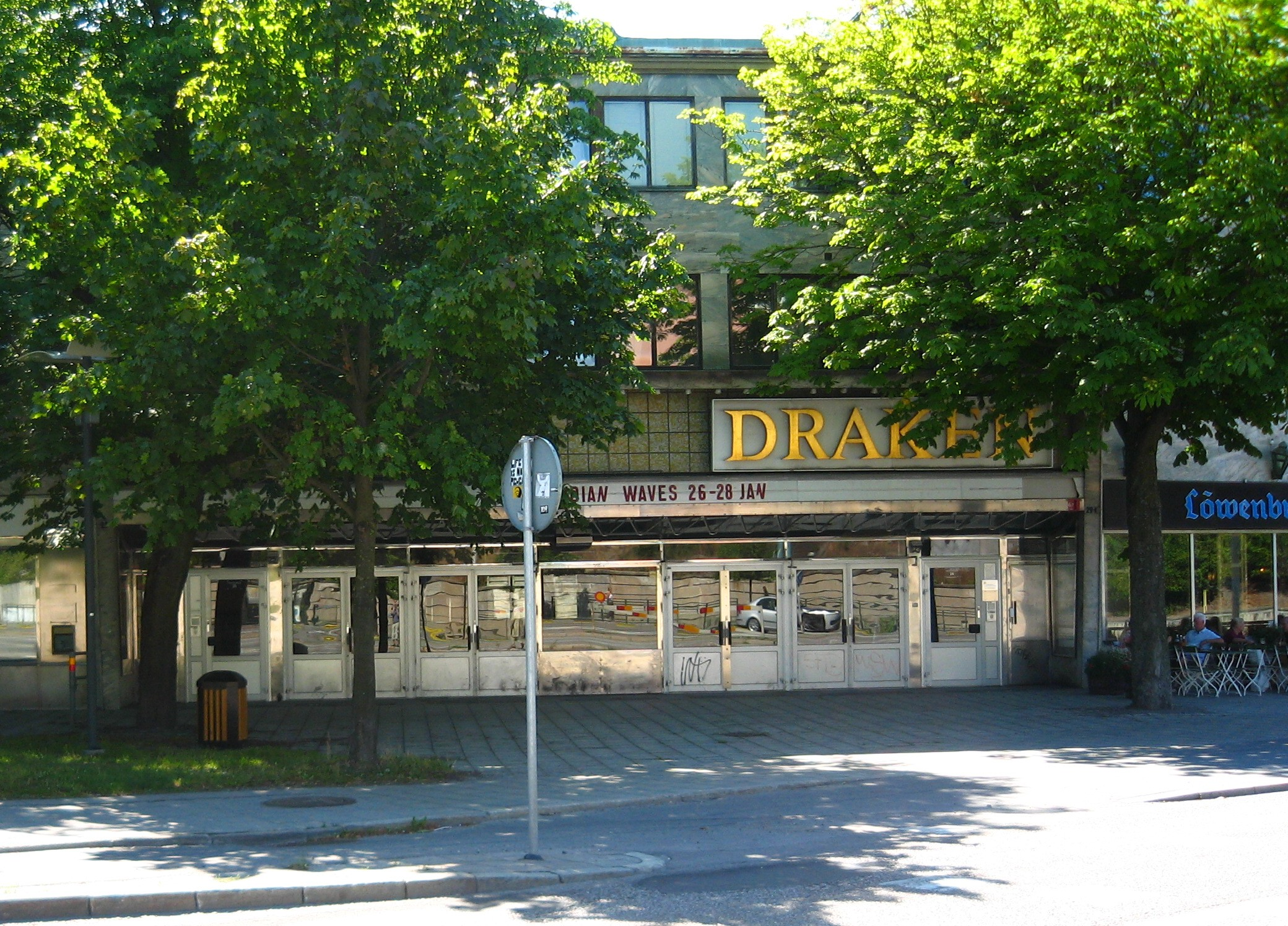
Draken i augusti 2006
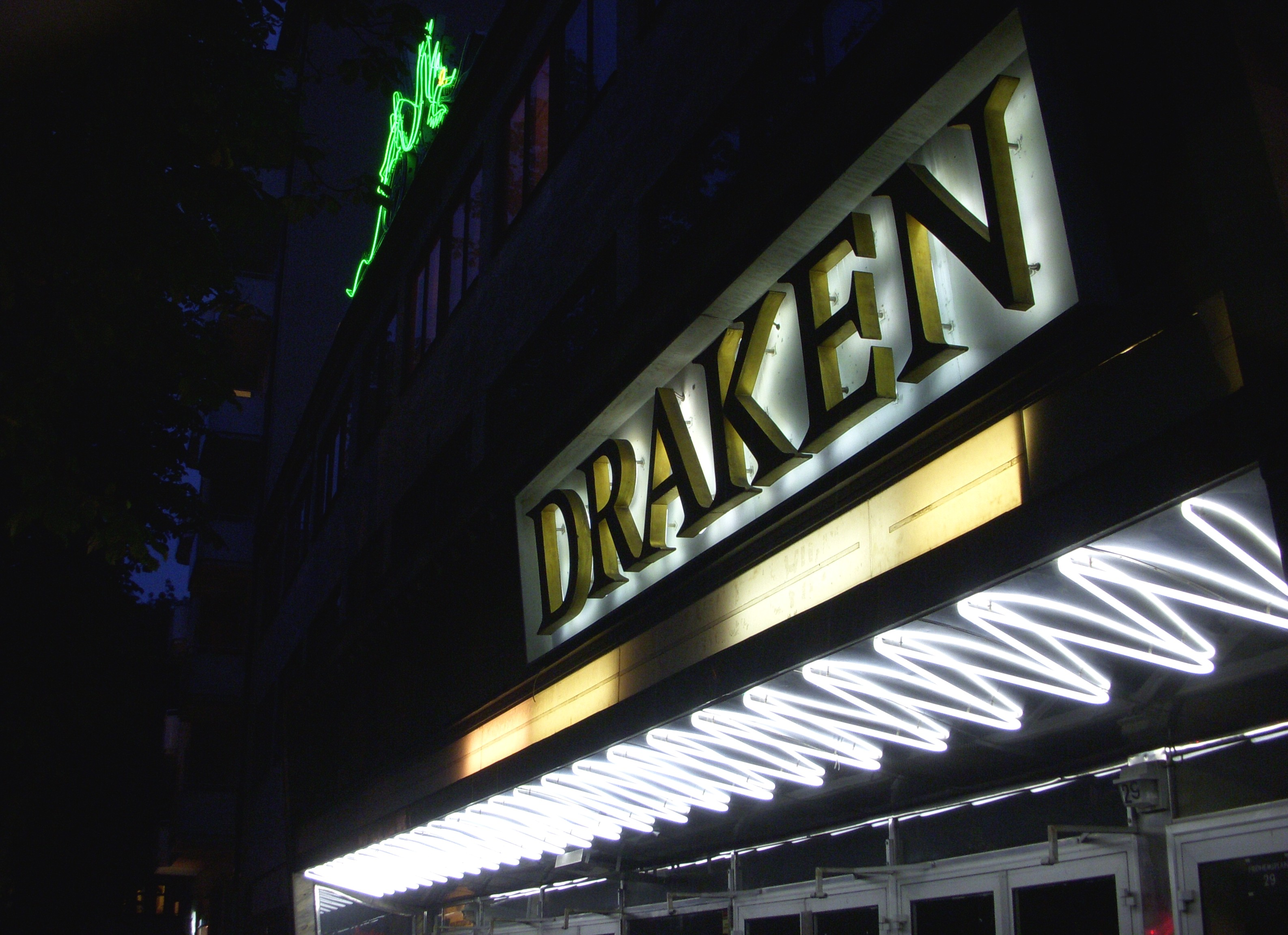
Neonslingorna på baldakinen, 2009
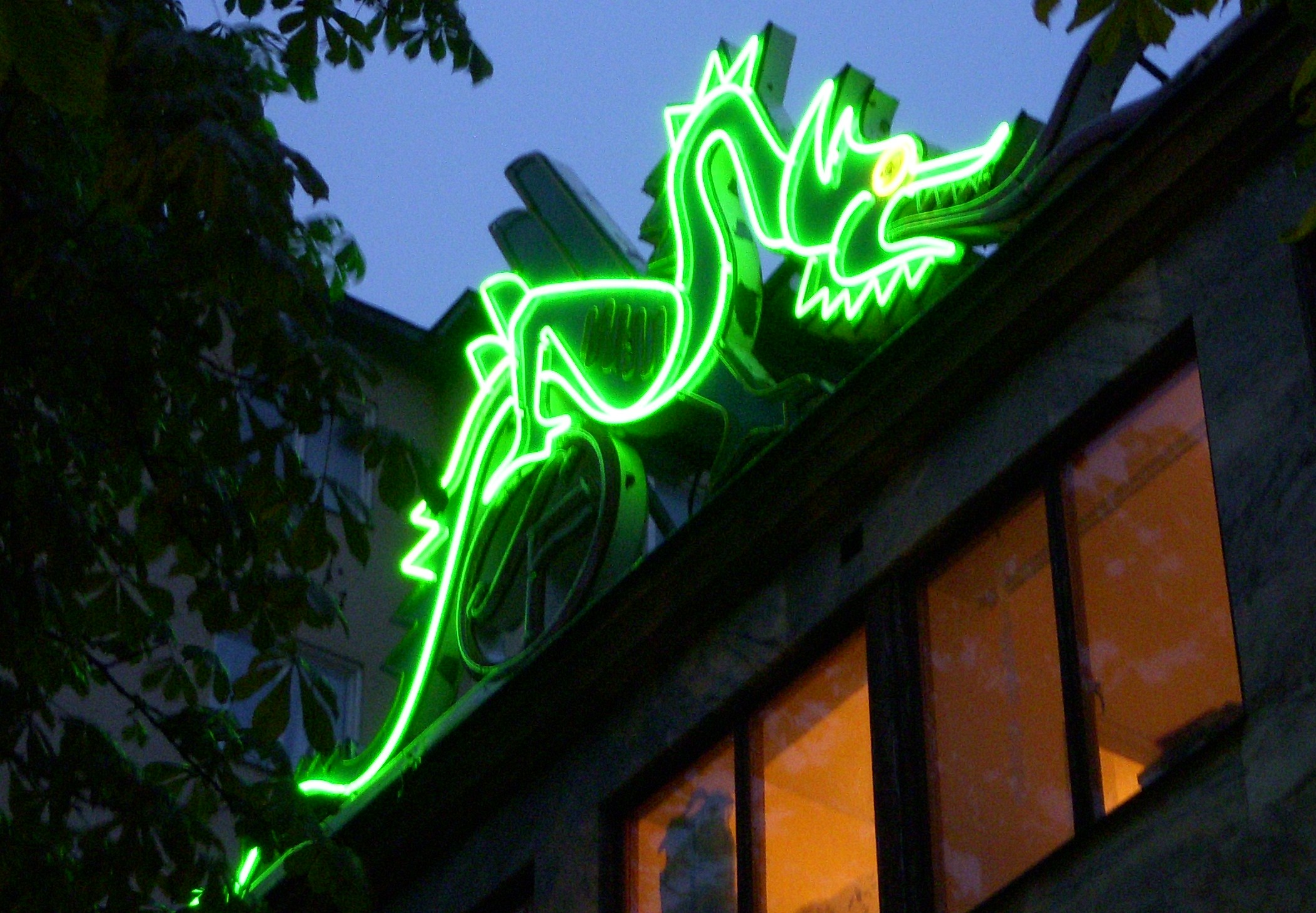
Gamla neon-draken, ej längre komplett, 2009
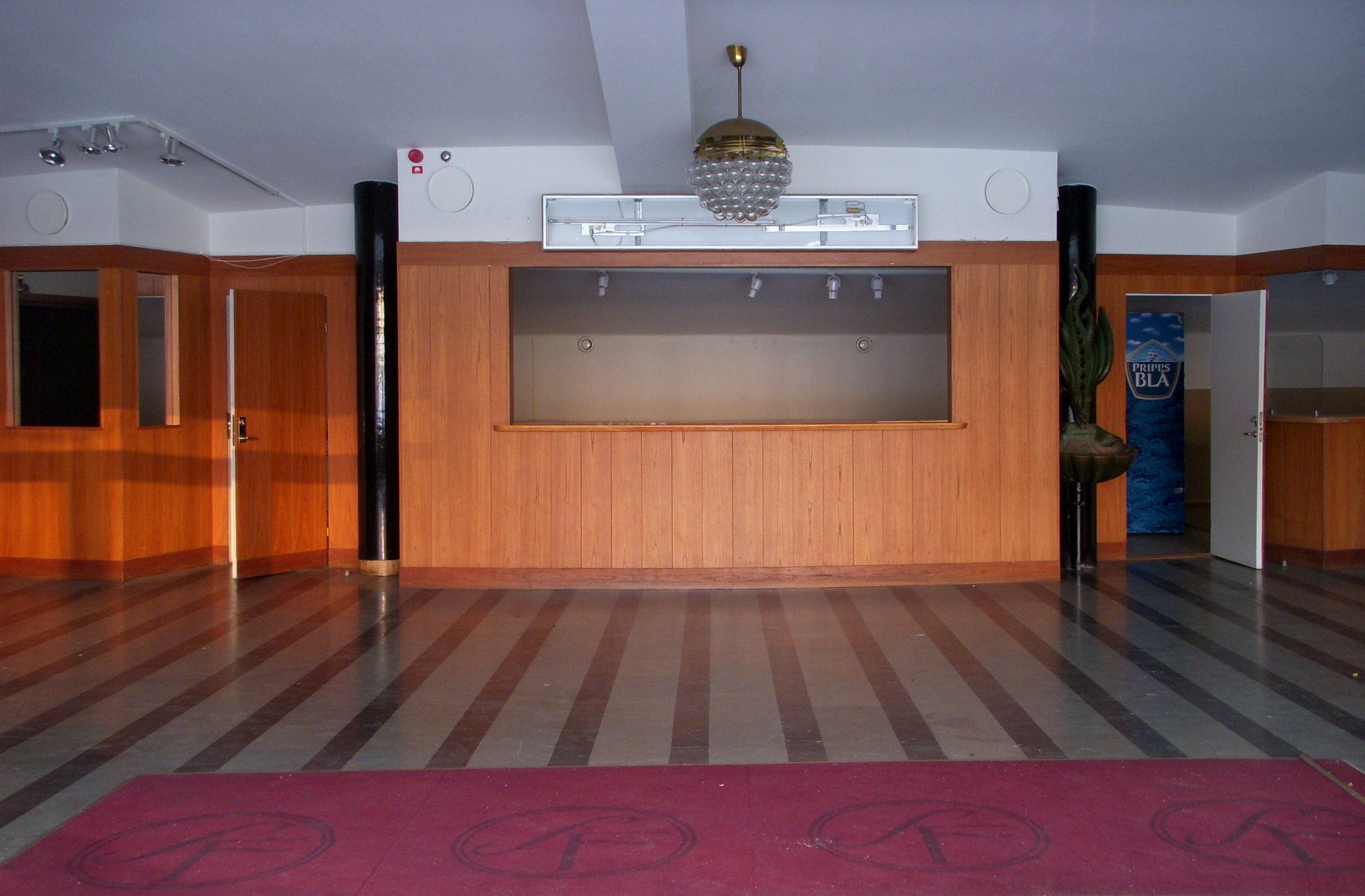
Foajén, 2010
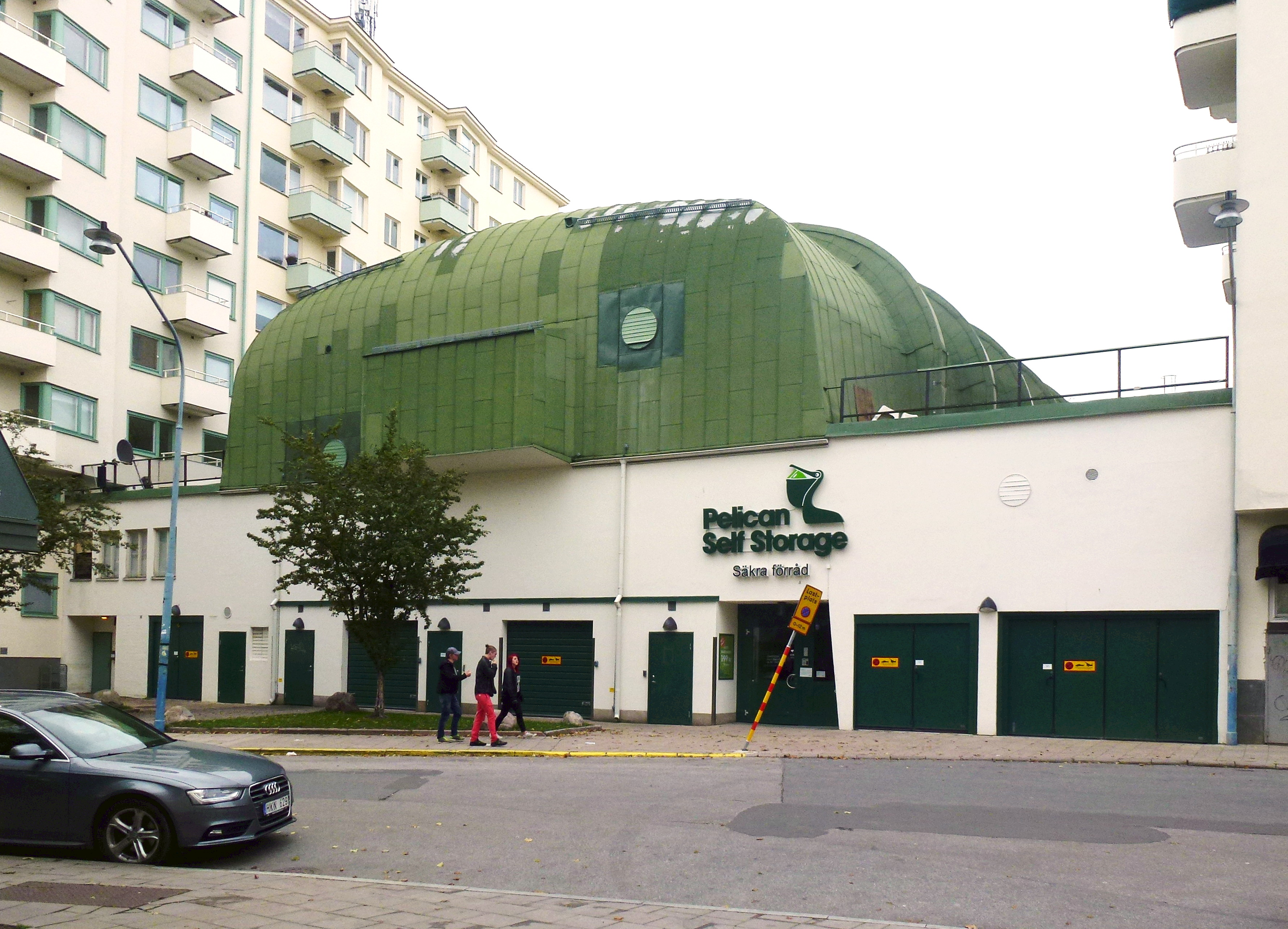
Fasad mot Sysslomansgatan, 2014